# 金澤培
金澤培，JP（1961年12月16日—），香港工程師，現任香港鐵路有限公司行政總裁。

## 簡歷
金澤培於早年赴英國修讀工程學，並先後於南安普敦大學及倫敦大學所頒授的土木工程理學士學位及機械工程博士學位。當時，他於1989年取得英國特許工程師資格。其後，他在英國北海油田工作，負責安全監管。同時，他曾在1990年代初期在倫敦大學學院任教職，同時在英國健康與安全執行局出任結構安全主管。至1995年，他返回香港加入地鐵公司工作至今。
他在加入地鐵公司後，曾在車務處、工程處及中國及國際業務處擔任不同管理崗位。2011年，他出任車務總監一職。期間，他參與更新港鐵信號系統的工作，並於2014年就該工程向外招標。他曾指出在更新信號系統時行車穩定或會受影響，但由於香港並不能如外國般關閉整條鐵路綫去更新系統，故港鐵只能利用每晚收車後的四小時作相關工程。在翌年，港鐵斥資30億元更新7條路線的訊號系統，以提升載客量及減少出現意外的機會，包括增設後備組件及移除路軌旁不必要的設備。該新系統採用全球最先進的三重冗餘(Triple Redundancy)設計，由全球最具規模的兩家信號系統供應商聯合提供。但是，該新系統在2019年初測試時發生嚴重撞車意外，金澤培有份參與購入該新信號系統。事後調查發現，供應商在編寫第三重冗餘系統的軟 件時發生問題，而經多次測試後，最終顯露問題。
至2016年，他轉任新設立的常務總監一職，負責拓展港鐵在中國大陸的鐵路和物業業務，並繼續監督港鐵公司在全球營運鐵路的標準。在任常務總監期間，他利用港鐵營運鐵路的經驗在中國拓展業務，包括利用「鐵路加物業發展」模式，在數個港鐵有份參與營運的鐵路項目內實施以提升項目收益。同時，中國大陸及澳洲等港鐵有份營辦的鐵路項目，其中國員工亦不明白為何要不斷完善服務的理念，故他亦積極將港鐵文化帶入當地，以提升他們營辦鐵路的水準。2018年8月，時任工程總監黃唯銘因沙中綫偷工減料醜聞辭職，他曾在新任總監到任前暫代督導各項鐵路工程項目，並收拾醜聞爆發後遺留的種種問題。
2018年末，港鐵開始招聘行政總裁以接替離職的梁國權。港鐵曾指定國際獵頭公司負責招攬人才，但最終認為在港鐵工作二十多年的金澤培是最適合的人選，因他是港鐵少有兼備工程及管理背景的高層，而且較熟悉公司運作。2019年4月，他接替梁國權就任行政總裁一職。在就任行政總裁後，他繼續負責處理沙中綫工程問題。在同年7月，港鐵落實紅磡站加固工程的詳細安排，並預計涉及20億港元費用。同時，港鐵亦決定將屯馬綫(沙中綫東西走廊)局部通車至啟德站，希望能盡量疏導乘客。2019年9月17日，金澤培上任不到半年東鐵綫就發生列車出軌事故，導致來往紅磡站至旺角東站的東鐵綫列車服務一度癱瘓。
在擔任港鐵公司職務外，金澤培亦是不同公共機構的成員，包括為職業訓練局理事會成員、香港品質保證局董事局董事、香港公益金董事會成員，以及香港總商會理事會理事。同時，他亦為多個工程相關組織的成員，包括香港運輸物流學會副會長及院士、英國職業安全及健康學會特許資深會員、英國機械工程師學會及香港工程師學會的法定會員及國際公共交通聯會區域及郊區鐵路議會（Regional and Suburban Railways Assembly）主席。
2024年10月，港鐵宣布，行政總裁金澤培現屆任期明年3月31日屆滿後，將再獲委任為行政總裁至明年12月31日，而港鐵董事局將展開全球招聘，物色合適接任人選。

## 爭議

### 反對逃犯條例修訂運動
自反修例運動在2019年6月開始，港鐵營運日漸困難，而逃票、設施被破壞、工作人員被騷擾、甚至被恐嚇、列車運作被阻礙等情況日漸嚴重，乘客和工作人員感到人身安全受威脅，港鐵只得申請法庭禁制令，禁止破壞港鐵設備和禁止威脅或騷擾工作人員。在8月下旬，港鐵獲法庭批出禁制令，並為了減低對工作人員和乘客的風險，港鐵改變應對策略，開始於遊行示威進行前或進行中時將部分車站關閉。此舉引起支持運動的市民非議，批評港鐵有意妨礙他們前往示威活動。而港鐵則辯稱該等決定是考慮職員、乘客及鐵路設施的安全，才暫停在示威活動路段的鐵路服務，並關閉部分車站。嶺南大學公共管治研究部主任李彭廣於港鐵在8月24日暫停觀塘綫部分路段服務後指出，港鐵在衝擊事件前關站會令示威者覺得港鐵打壓示威，而且其做法亦只會令衝擊事件升溫。
結果，自該次事件起港鐵開始因應風險評估在遊行活動前後暫停進行地點附近的鐵路服務，加上港鐵堅拒公開8月31日太子站事件的閉路電視片段，令港鐵成為被公眾抗議的對象，鐵路系統亦開始被示威者衝擊，包括鐵路車站遭到破壞，如入閘機及售票機被破壞、車站被塗污、車站出口被縱火等。金澤培在9月中旬受訪時，指出港鐵會以增聘保安駐守高風險車站、增設特勤隊截查跳閘乘客、加固車站鐵閘及臨時從其他車站抽調零件修理受損設施四個措施應對示威活動。。但他在增設特勤隊一措施上，曾被報章引述他指出「尼泊爾人不諳廣東話，遭人以粗口『問候』時情緒較難被牽動，能減低衝突機會」。此舉被香港融樂會批評他等同利用少數族裔的「弱點」回應社會紛爭，做法大有問題，指出他嚴重缺乏文化敏感度。